# Stade de la Beaujoire

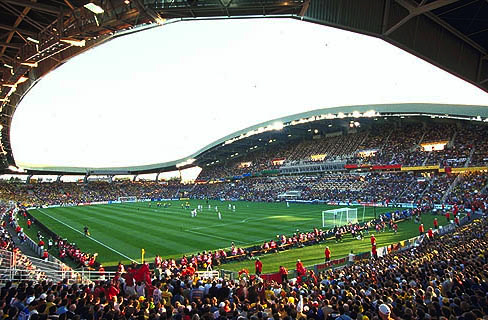
Fotbollsarenan.

Stade de la Beaujoire - Louis Fonteneau, mer känd som La Beaujoire, är huvudarena för Nantes. Arenan används sedan 1984 av FC Nantes och har 38 285 sittplatser.